# Джеронімська безнога ящірка
Джеронімська безнога ящірка (Anniella geronimensis) — вид ящірок з родини безногих ящірок.

## Опис
Багато в чому схожа з каліфорнійською безногою ящіркою. Тому деякий час науковці вважали джеронімську ящірку підвидом каліфорнійської. Втім, у 1940 році було доведено протилежне. Довжина цієї ящірки дещо менша від каліфорнійської — досягає лише 17—18 см. Забарвлення тулуба зверху світло-коричневе або оливкове з 3 вузькими лініями по спині й з боків, які світліші від іншої безногої ящірки. За іншим джеронімська безнога ящірка подібна до каліфорнійської. Має лопатоподібну голову. Скроневі дуги відсутні, кістяні пластинки, які знаходяться під лускою тулуба, слабко розвинуті. Тулуб хробакоподібний, тонкий, вкритий дрібною лускою на кшталт риб'ячої. Наявні вуха, які закриті шкірою. Очі невеликі, повіки роздільні та гарно розвинуті.

## Спосіб життя
Полюбляє сухі, кам'янисті місцини. Більше пересувається по землі поміж каміння та уламків дерев, невеличких рослин. Разом з тим також має здатність ховатися та робити проходи під землею. Ця ящірка комахоїдна.
Це яйцеживородний плазун. Наприкінці осені з'являється до 3 молодих ящірок.

## Розповсюдження
Це ендемік Мексики. Отримав свою назву від о. Сан-Джеронімо поблизу Каліфорнійського півострова. Зустрічається також й на самому півострові — західному узбережжі.